# Петрук-Попик Георгій Михайлович
Гео́ргій Миха́йлович Петру́к-По́пик (18 квітня 1932, село Велика Іловиця Шумського району, Тернопільської області — 15 червня 2006, Тернопіль) — український поет, прозаїк, публіцист, громадський діяч.

## Біографія
Впродовж 1950—1951 навчався у Кременецькій фельдшерсько-акушерській школі.
З листопада 1951 р. по квітень 1952 р. служив на торпедному катері Балтійського флоту.
Після цього поступив в училище протиповітряної оборони військово-морських сил (місто Енгельс Саратовської області), яке закінчив 1953.
З жовтня 1953 р. по грудень 1954 р. проходив службу на Тихоокеанському флоті.
1957 закінчив Чортківське медичне училище.
З серпня 1957 р. по серпень 1963 р. працював у медичних закладах Шумського району Тернопільської області та Дрогобицького району на Львівщині.
У 1963 поступив до Тернопільського державного медичного інституту, який закінчив 1969 року.
У 1969—1984 рр. працює завідувачем відділу Тернопільської обласної санітарно-епідеміологічної станції.
Друкується з 1956 року. Член Національної спілки письменників України з 1983 року. З червня 1986 року — член її правління.
На установчих зборах 28 лютого 1984 року обраний відповідальним секретарем новоствореної Тернопільської обласної організації НСПУ, яку очолював до 1992.
Помер 15 червня 2006 p., похований у рідному селі Велика Іловиця.

## Творчість
Автор поетичних збірок:
- «Весняні птахи» (Перша книга поезій літератора, присвячена романтиці юності, красі рідної природи, 1981),
- «Тополиний сніг» (Ліричні вірші — про кохання, про природу, сучасників, 1982),
- «Пригорща жита» (Вірші про Поділля, про людей, а також історичні мотиви (цикл «Хортиця»), лірична поема «Мамині літа», 1986),
- «Думаю вголос» (Поезії про долю рідного народу, збереження його культурної спадщини, 1990),
- «Співоче поле» (Поезії про проблеми духовного і політичного життя суспільства, минуле і нинішнє рідного краю, морально-етичні стосунки між людьми, 1991),
- «Березневі послання» (Своєрідна віршована хроніка національно-визвольного руху, що привів Україну до Самостійності, державного суверенітету, 1995),
- «Калиновий заспів» (пісні на вірші поета, 1995),
- «Листків пожовклих переліт» (вибране, 1997),
- «Бережи Україну й свободу» (кантата, 1997),
- «Полум'я Волині» (роман у віршах, 1995),
- «Це ти, Україно моя» (пісні на вірші поета, 2002),
- «В обіймах блискавиць» (вибране, 2002),
- «Аура слова і борні (1984—1991)» (проза, 2002),
- «Нурт Ніагари» (поема-феєрія, 2003),
- «Погляд з третього неба» (прозово-поетичний, публіцистичний репортаж, 2005).
- «Калина між терням» (вірші-роздуми, вірші-пісні, вірші-спогади, 2007).

Окремі поезії зі згаданих книг перекладено болгарською, італійською та російською мовами. Твори публіцистичного спрямування друкувались у закордонних українських часописах.
На вірші Георгія Петрука-Попика і в співавторстві з ним композитори-піснярі написали більше ніж 50 музичних творів. Це патріотичні, ліричні та жартівливі пісні Романа Стратійчука, народного артиста України Анатолія Горчинського, Василя Подуфалого, Олега Германа, Олександра Бурміцького, Сергія Никифорчука, Зої Слободян, Марії Капінос, Ярослави Мазурак. Їх виконують народний артист України Анатолій Горчинський, заслужені артисти України Любов Ізотова, Роман Бойко та Йосип Сагаль, автори пісень — Олег Герман, Ярослава Мазурак, численні колективи художньої самодіяльності на Тернопіллі, в Україні. Найбільш популярними стали «Мамина пісня», репрезентована її авторкою Зоєю Слободян в більшості міст України, Польщі та Аргентині, а також «Не вір Москві» у виконанні відомого письменника і кобзаря Миколи Литвина.

## Громадська діяльність
Став ініціатором створення Тернопільських обласних організацій Товариства української мови імені Тараса Шевченка, «Меморіалу». Інціював створення та тривалий час очолював першу в Україні Тернопільську крайову організацію Народного Руху України, був членом Центрального Проводу НРУ. У квітні 1989 року виключений з лав КПРС за участь у створенні Руху. 1990 був обраний народним депутатом колишнього СРСР.

## Відзнаки
- Лауреат премій імені братів Лепких та імені Уласа Самчука.
- Дипломант у номінації «Книга року» — «Інтелектуальний бестселер» за книгу «Аура слова і борні (1984—1991)» у 2003 році.
- Отримав відзнаку Міністерства культури Польщі «Заслужений діяч культури польської» у 1986 році.
- Нагороджений орденом «За заслуги» III ступеня (2002).
- Нагороджений вищою нагрудною відзнакою Народного Руху України «За заслуги перед українським народом» ІІ ступеня (2004).

## Вшанування
30 квітня 2017 на фасаді булинку на вул. Гетьмана Сагайдачного в Тернополі відкрили пам'ятну дошку.